# Phytocoris navajo
Phytocoris navajo är en insektsart som beskrevs av Stonedahl 1988. Phytocoris navajo ingår i släktet Phytocoris och familjen ängsskinnbaggar. Inga underarter finns listade i Catalogue of Life.